# Fabian Gratz
Fabian Gratz (22 luglio 1997) è uno sciatore alpino tedesco.

## Biografia
Attivo in gare FIS dal dicembre del 2013, Gratz ha esordito in Coppa Europa il 19 febbraio 2017 a Oberjoch in slalom speciale e in Coppa del Mondo il 2 febbraio 2020 a Garmisch-Partenkirchen in slalom gigante, in entrambi i casi senza completare la prova; il 9 dicembre 2020 ha ottenuto a Zinal in slalom gigante il primo podio in Coppa Europa (3º). Ai Mondiali di Courchevel/Méribel 2023, sua prima presenza iridata, si è classificato 6º nella gara a squadre (partecipando come riserva), non ha completato lo slalom gigante e non si è qualificato per la finale nel parallelo; il 17 gennaio 2024 ha conquistato a Val-Cenis in slalom gigante la prima vittoria in Coppa Europa e ai Mondiali di Saalbach-Hinterglemm 2025 è stato 18º nello slalom gigante e 5º nella gara a squadre. Non ha preso parte a rassegne olimpiche.

## Palmarès

### Coppa del Mondo
- Miglior piazzamento in classifica generale: 100º nel 2025

#### Coppa del Mondo - gare a squadre
- 1 podio:
  - 1 terzo posto

### Coppa Europa
- Miglior piazzamento in classifica generale: 29º nel 2021
- 5 podi:
  - 1 vittoria
  - 2 secondi posti
  - 2 terzi posti

#### Coppa Europa - vittorie
| Data            | Località  | Paese   | Specialità |
| --------------- | --------- | ------- | ---------- |
| 17 gennaio 2024 | Val-Cenis | Francia | GS         |

Legenda:

GS = slalom gigante

### Nor-Am Cup
- Miglior piazzamento in classifica generale: 29º nel 2020
- 3 podi:
  - 3 secondi posti

### Campionati tedeschi
- 3 medaglie:
  - 3 argenti (slalom gigante nel 2023; slalom gigante nel 2024; slalom gigante nel 2025)